# Капетанија
Капетанија или капетанлук (на турском, kaptanlık ) је подјединица унутар санџака, административне јединице Османског царства, која је постојала искључиво у оквиру Босанског пашалука од 16. века до 1835. године.

## Позадина
Како се Босански пашалук ширио ка северу током Стогодишњег хрватско-турског рата, Османлије су дошле у контакт са хрватско-угарском институцијом капетанства на рекама Уна и Сава, тј. крајем 15. и почетком 16. века.

## Прве капетаније у 16. веку
Прве капетаније су основане на границама Босанског пашалука према банској Хрватској и Млетачкој републици.
Прве капетаније за које се поуздано зна да су постојале до краја 16. века биле су Бихаћка, Градишка, Крупска, Клишка и Габеоска, а познато је да су Крупа и Бихаћ имали своје капетане чак и пре османске власти. Новска, Дубичка и Удбинска су вероватно такође имале своје капетане већ 1600. године. Прва капетанија која се помиње у изворима је Градишка на челу са Џафер-бегом, сином Малкоч-бега.
Крупска (1565) и Бихаћ (1592) су основане одмах након заузимања града, а Клишка пре 1596. и Габеоска пре 1591. године.

## Укидање капетанијеу 17. веку
Од 1606. до 1690. године постојало је 29 капетанија (23 биле пограничне,  6 унутрашње). Није познато ком је санџаку припадала Гвозданска капетанија, основана 1635. године, али је највероватније да је у питању Босански санџак.
| Санџак              | Укупно | граничне капетаније                                            | унутрашње капетаније |
| ------------------- | ------ | -------------------------------------------------------------- | -------------------- |
| Пожешки санџак      | 2      | Осијечка, Вировитичка                                          | –                    |
| Босански санџак     | 7      | Градишка, Јасеновачка, Дубичка, Костајничка, Новска            | Бањолучка, Јајачка   |
| Бихаћки санџак      | 4      | Бихаћка, Крупска                                               | Каменградска, Кључка |
| Лички санџак        | 7      | Земуничка, Исламска, Надинска, Скрадинска, Удбинска, Обровачка | Книнска              |
| Клишки санџак       | 4      | Клишка, Острожачка, Каменска                                   | Хливањска            |
| Херцеговачки санџак | 4      | Имотска, Габеоска, Требињска, Новска                           | –                    |
| Зворнички санџак    | 0      | –                                                              | –                    |
| Пакрачки санџак     | 0      | –                                                              | –                    |

Током Кандијског рата (1645–1669), Млечани су освојили градове Ислам и Надин (1647), и Земуник, Клис и Камен (1648) у Личком и Клишком санџаку, и тако су те капетаније нестале. Године 1660. укинута је Јасеновска капетанија. Током Бечког рата (1683-1699), Аустријанци су окупирали Удбину (1689) и цео Пожешки санџак са капетанијама Вировитицом и Осијеком, а Млечани су заузели и Габелу и Херцег-Нови. Након Карловачког мира, у Босни је било још само 12 капетанија.

## Структура и услуге
Капетани, главни управници капетаније, често су били из исте породице, јер се служба, као и све друге позиције у капетанији, традиционално наслеђивала. Свака капетанија је имала најмање један град и једну кулу, а понекад и неколико утврђених чардака. Главни посао капетаније био је да чува дању и ноћу границу од непријатеља, као и путеве од хајдука и бандита. Капетаније су добијале име по граду или тврђави где су основане, а не по насељима у близини града. Тако се капетанија код Стоца званично звала Видошка, по средњовековном граду Видошки. Званични назив капетаније се никада није променио, иако су се преселили у други град, на пример Каменградску средином 16. века у Мајдан. Само две капетаније нису добиле име по старом граду, већ по мостовима, и то су Џисри-Санска са мостом преко Сане, код данашњег села Томина, јужно од Санског Моста, и друга је Џисри-Тарска капетанија са мостом преко Таре. У Томини је била место града куле, и то је вероватно био случај и у Џисри-Тарској капетанији. Сваки капетан и војник у служби капетаније примао је редовну плату за своју службу, иако се понекад чекало и више од годину дана на њу.